# 蒙唐东
蒙唐东（法語：Montandon，法語發音：[mɔ̃tɑ̃dɔ̃]）是法国杜省的一个市镇，属于蒙贝利亚尔区。

## 地理
蒙唐东（47°18'14"N, 6°50'23"E）面积12.71 平方千米，位于法国勃艮第-弗朗什-孔泰大區杜省，该省份为法国东部内陆省份，北起上索恩省，西接汝拉省，东部及东南部与瑞士接壤，东北部与贝尔福地区省接壤。
与蒙唐东接壤的市镇（或旧市镇、城区）包括：苏尔斯塞尔奈、莱布雷瑟、莱普兰和格朗塞萨尔、圣伊波利特、蒂耶布昂、特雷维莱尔。

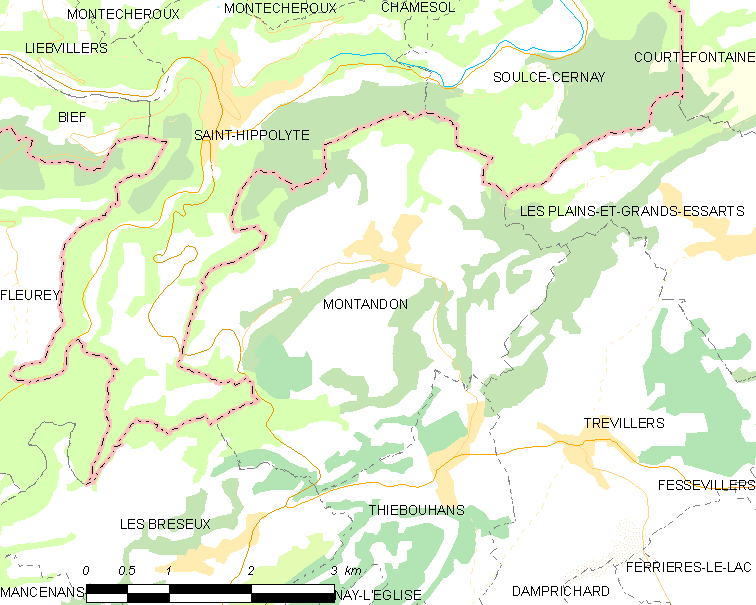
蒙唐东的OSM定位图

蒙唐东的时区为UTC+01:00、UTC+02:00（夏令时）。

## 行政
蒙唐东的邮政编码为25190，INSEE市镇编码为25387。

## 政治
蒙唐东所属的省级选区为迈什县。

## 人口

1962-2008年间蒙唐东人口变化图示

蒙唐东于2022年1月1日时的人口数量为372人。